# Cheng Han
Cheng Han (kineski: 成汉 / 成漢, pinyin: Chénghàn); 303. ili 304. – 347.) bila je kineska država, odnosno jedno od Šesnaest kraljevstava u doba dinastije Jin. Sastojala se je od dva dijela - države Cheng (成, pinyin Chéng) koju je 304. proglasio Li Xiong i države Han (汉, pinyin Hàn) koju je 338. proglasio Li Shou. S obzirom na to da je objema državama upravljala obitelj Li iz naroda Ba, učenjaci podrijetlom iz Kine ih često navode kao jedinstvenu Cheng Han državu. (Obitelj Li se opisivala kao dio Ba-Di etniciteta, s obzirom na to da je potjecala s područja nekadašnje države Ba u modernom Sečuanu odakle se narod Di naselio u modernom Gansuu.) Zapadni tekstovi, s druge strane te dvije države navode odvojeno. O tome se vodi rasprava—kada je Li Shou preuzeo prijestolje 338., nije navodio da ju je preuzeo od Li Xiongove loze, i za vrijeme vladavine je održavao zasebni hram za Li Xionga. Li Shouov sin Li Shi je, međutim, priznao ranije careve kao svoje prethodnike. Cheng Han je bila najstarija država Šesnaest kraljevstava. Svi vladari Cheng Hana su sebe nazivali „carevima”.

## Vladari Cheng Hana
| Hramsko ime                                      | Postumno ime               | Prezime i ime            | Duljina vladavine     | Prijestolno ime i duljina trajanja                                                                       |
| ------------------------------------------------ | -------------------------- | ------------------------ | --------------------- | --- |
| Konvencionalno kineski: prezime, pa ime          |                            |                          |                       | |
| Cheng (303. ili 304. – 338.)                     |                            |                          |                       | |
| Shizu (始祖 pinyin Shǐzǔ) ili Shizu (世祖 Shìzǔ) | Jing (景 Jǐng)             | Li Te (李特 Lǐ Tè)       | 303.                  | Jianchu (建初 Jiànchū) ili Jingchu (景初 Jǐngchū) 303.                                                   |
| nema                                             | nema                       | Li Liu (李流 Lǐ Liú)     | nekoliko mjeseci 303. | nema |
| Taizong (太宗 Tàizōng)                           | Wu (武 Wǔ)                 | Li Xiong (李雄 Lǐ Xióng) | 303. – 334.           | Jianxing (建興 Jiànxīng) 304. – 306. Yanping (晏平 Yànpíng) 306. – 311. Yuheng (玉衡 Yùhéng) 311. – 334. |
| nema                                             | Ai (哀 āi)                 | Li Ban (李班 Lǐ Bān)     | 7 mjeseci 334.        | Yuheng (玉衡 Yùhéng) 7 mjeseci 334.                                                                      |
| nema                                             | Yougong (幽公 Yōugōng)     | Li Qi (李期 Lǐ Qī)       | 334. – 338.           | Yuheng (玉恆 Yùhéng) 335. – 338.                                                                         |
| Han (338. – 347.)                                |                            |                          |                       | |
| Zhongzong (中宗 zhōngzōng)                       | Zhaowen (昭文 Zhāowén)     | Li Shou (李壽 Lǐ Shòu)   | 338. – 343.           | Hanxing (漢興 Hànxīng) 338. – 343.                                                                       |
| nema                                             | Guiyihou (歸義侯 Guīyìhóu) | Li Shi (李勢 Lǐ Shì)     | 343. – 347.           | Taihe (太和 Tàihé) 343. – 346. Jianing (嘉寧 Jiàníng) 346. – 347.                                        |

## Vanjske poveznice
- History of China:  A good catalogue of info  Arhivirana inačica izvorne stranice od 22. travnja 2017. (Wayback Machine)